# Ällgäuwlicka

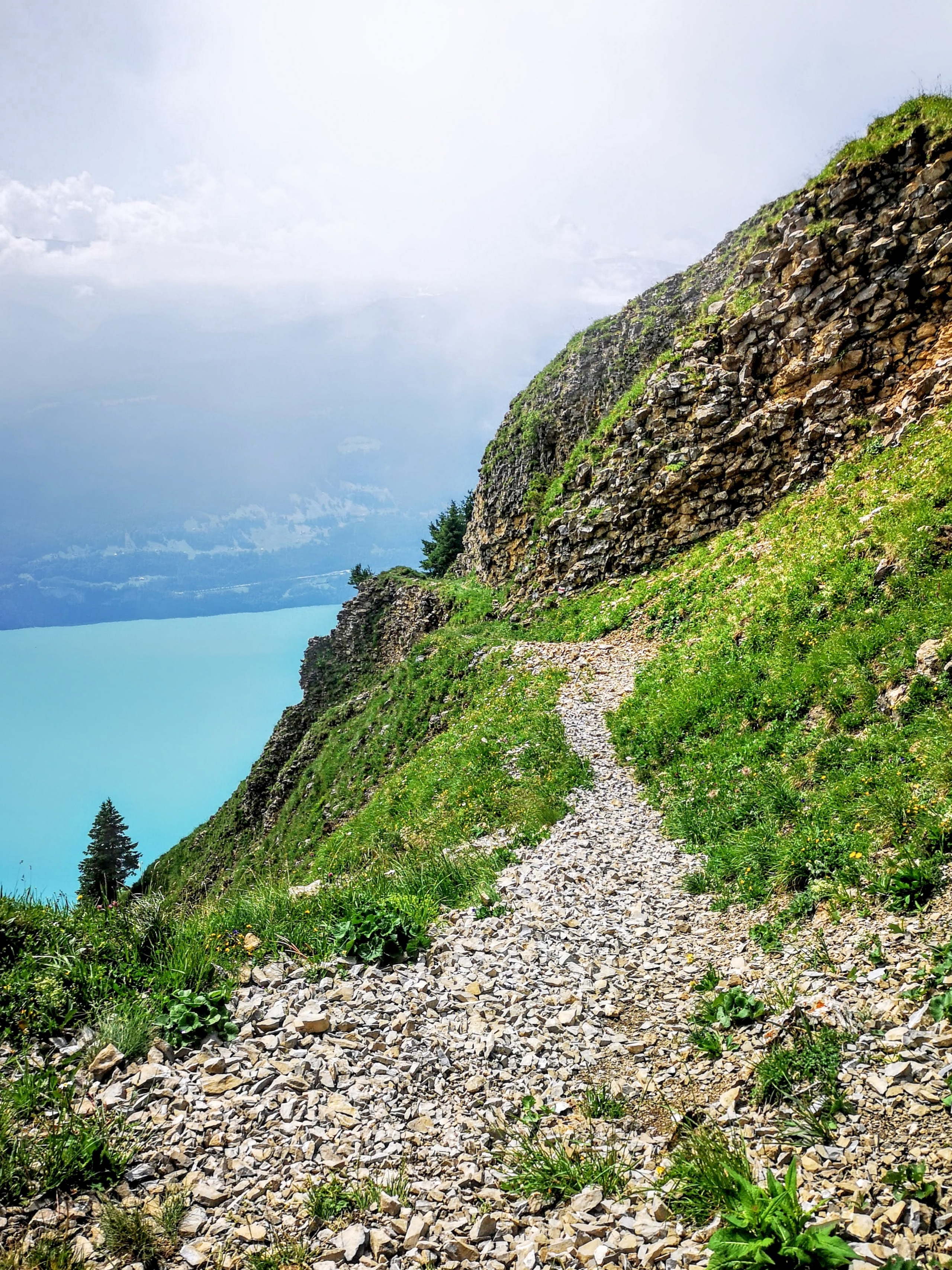
Bergweg nah der Ällgäuwlicka, Blick hinab zum Brienzersee

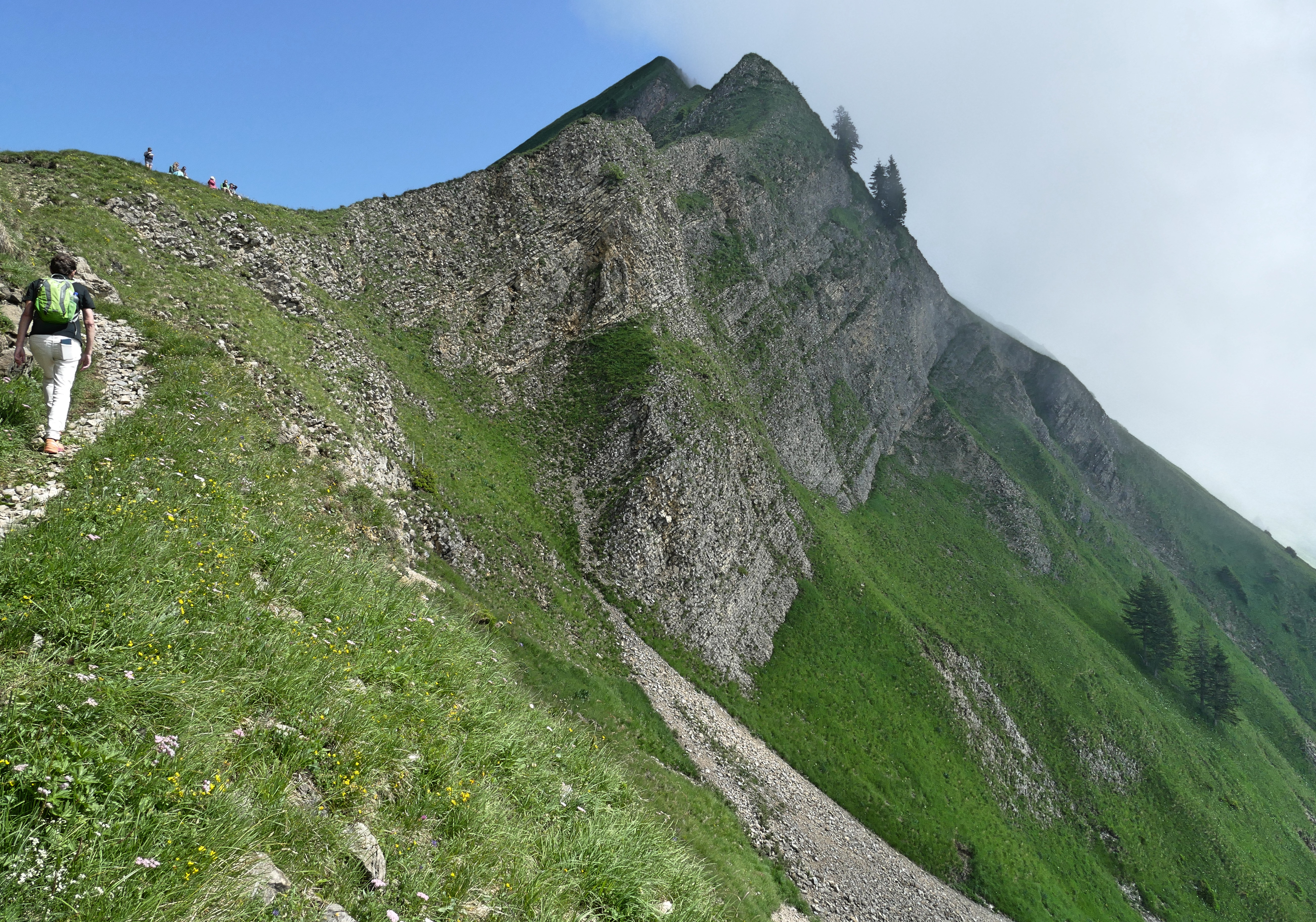
Letzte Meter vor der Ällgäuwlicka auf der Seite Brienzersee

Die Ällgäuwlicka ist ein Passübergang für Fussgänger auf 1918 m ü. M. im Schweizer Kanton Bern.

## Verlauf
Die Ällgäuwlicka, hochdeutsch Ällgäulücke, verbindet die beiden Regionen Berner Oberland und Emmental oder, genauer betrachtet, die Gegend des Brienzersees und das Gebiet der jungen Emme bei Kemmeribodenbad.
Talorte des Passes sind in der Regel Oberried am Brienzersee und Kemmeribodenbad (Hotel und Bushaltestelle). Auf der Brienzersee-Seite zweigt 230 Höhenmeter unterhalb der Passhöhe ein Pfad ab Richtung Läger und zur Planalp, wo es eine Haltestelle der Brienz-Rothorn-Bahn gibt. In der Ällgäuwlicka schneidet der Bergweg den Brienzergrat und den Riedergrat, die hier aneinandergrenzen. Die Ällgäuwlicka wird flankiert von zwei Gipfeln, dem Schnierenhireli und dem Ällgäuwhoren. Um den Pass sind Steinböcke zu beobachten.
Der Brienzer Wanderautor Andreas Staeger beschreibt die Ankunft bei der Ällgäuwlicka nach dem langen Aufstieg vom Kemmeribodenbad in der Zeitung «Berner Oberländer» so: «Schlagartig öffnet sich ein grandioses Panorama: Am Horizont glänzen die Gipfel der Berner Hochalpen von Wetterhorn, Schreckhorn und Finsteraarhorn über Eiger, Mönch und Jungfrau bis zur Blüemlisalp. Im Vordergrund ragt die Faulhornkette in die Höhe, in der Tiefe schimmert blaugrün der Brienzersee.»